# ФЭД (фотоаппарат)
ФЭД — дальномерный малоформатный фотоаппарат со сменными объективами, выпускавшийся Харьковским производственным машиностроительным объединением «ФЭД» с 1934 по 1955 год. Первая модель марки «ФЭД», и для устранения путаницы часто называется «ФЭД-1», хотя официально такого индекса не имел.

## «ФЭД»
Выпускался с 1934 до 1955 года, когда ему на смену пришёл «ФЭД-2». Под названием «ФЭД» (без цифрового индекса) выпускалось большое количество вариантов и модернизаций данной камеры.

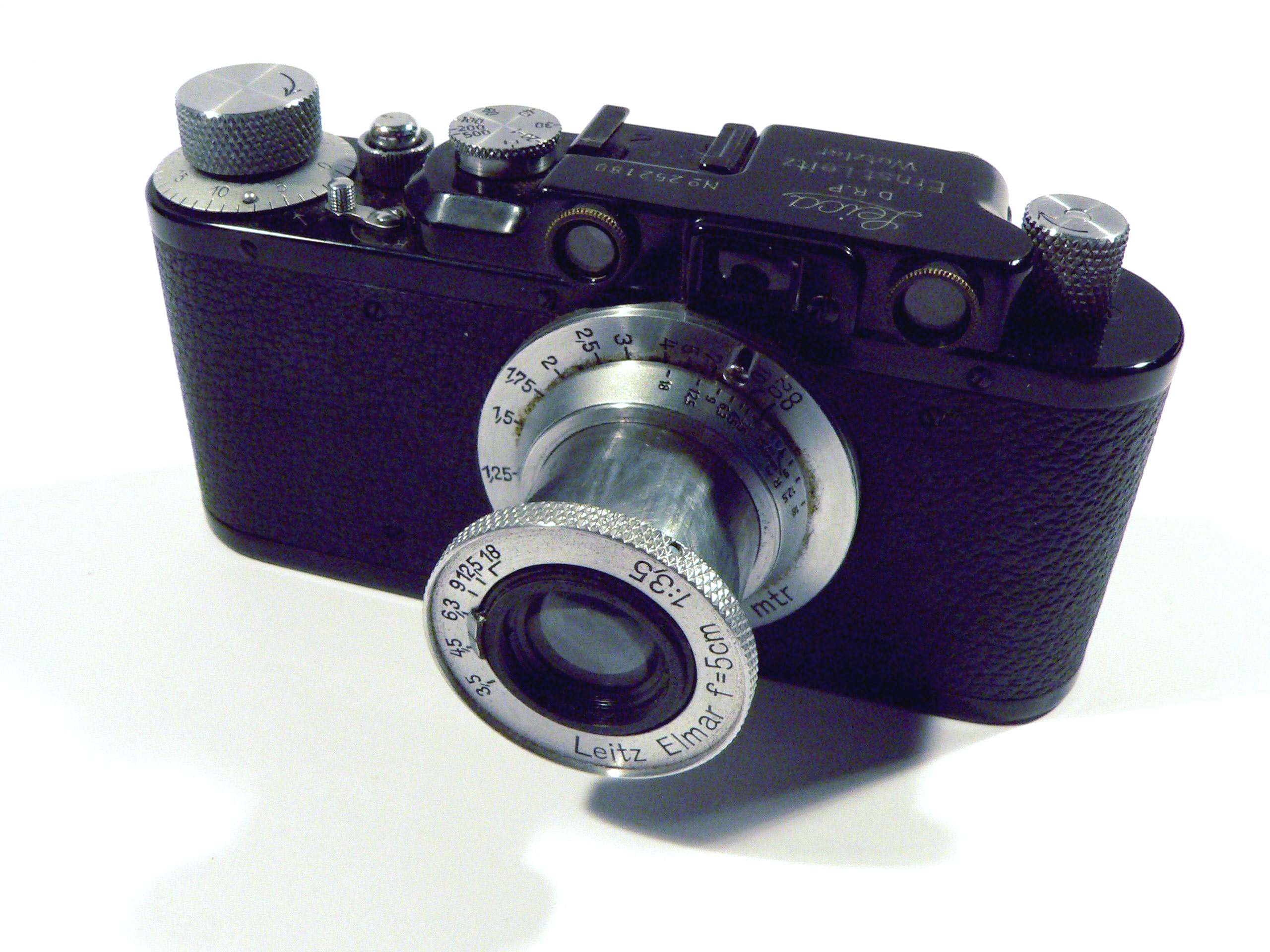
«Leica II»

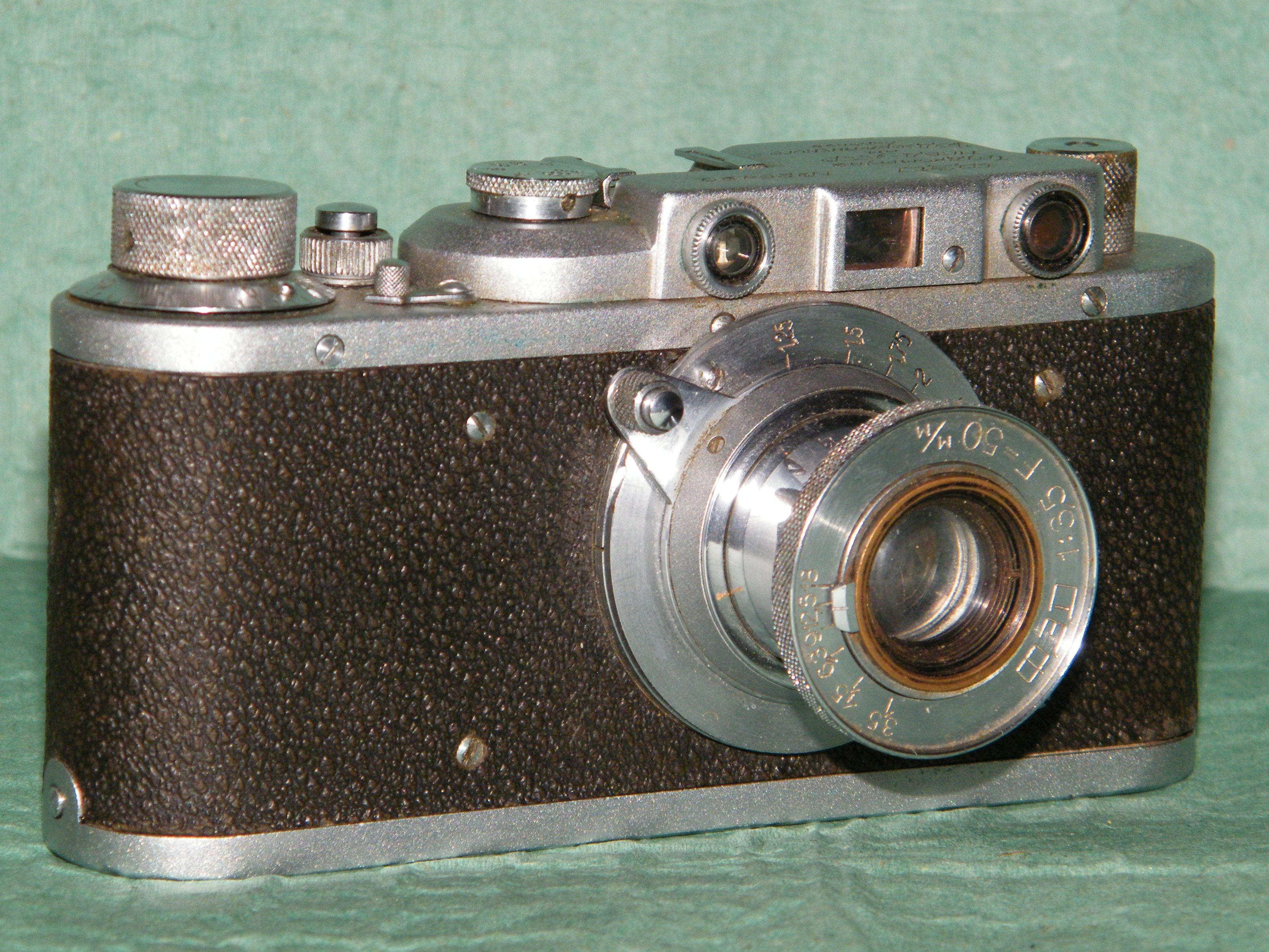
«ФЭД» (1930-е годы)

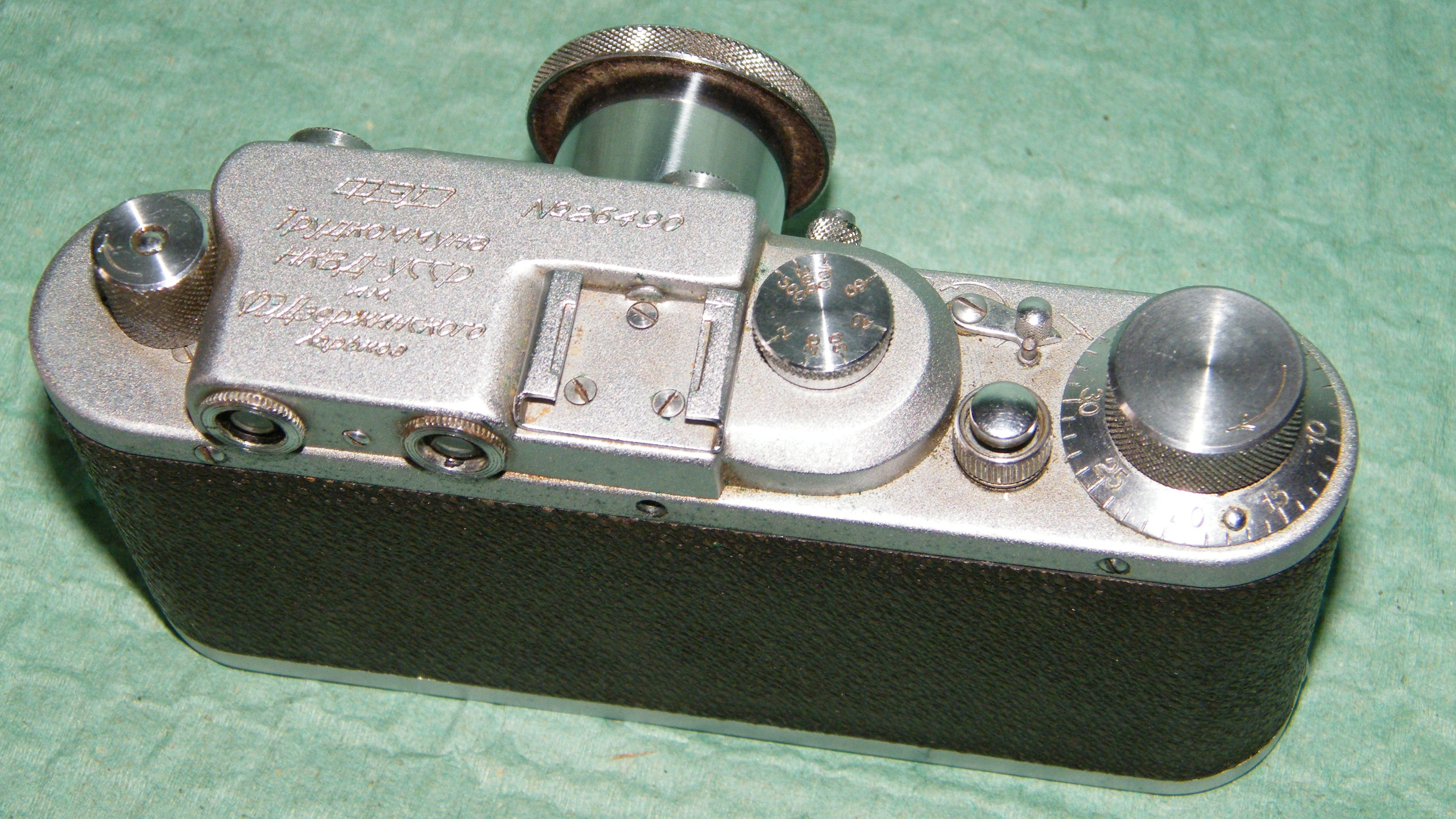
«ФЭД-НКВД» (1930-е годы)

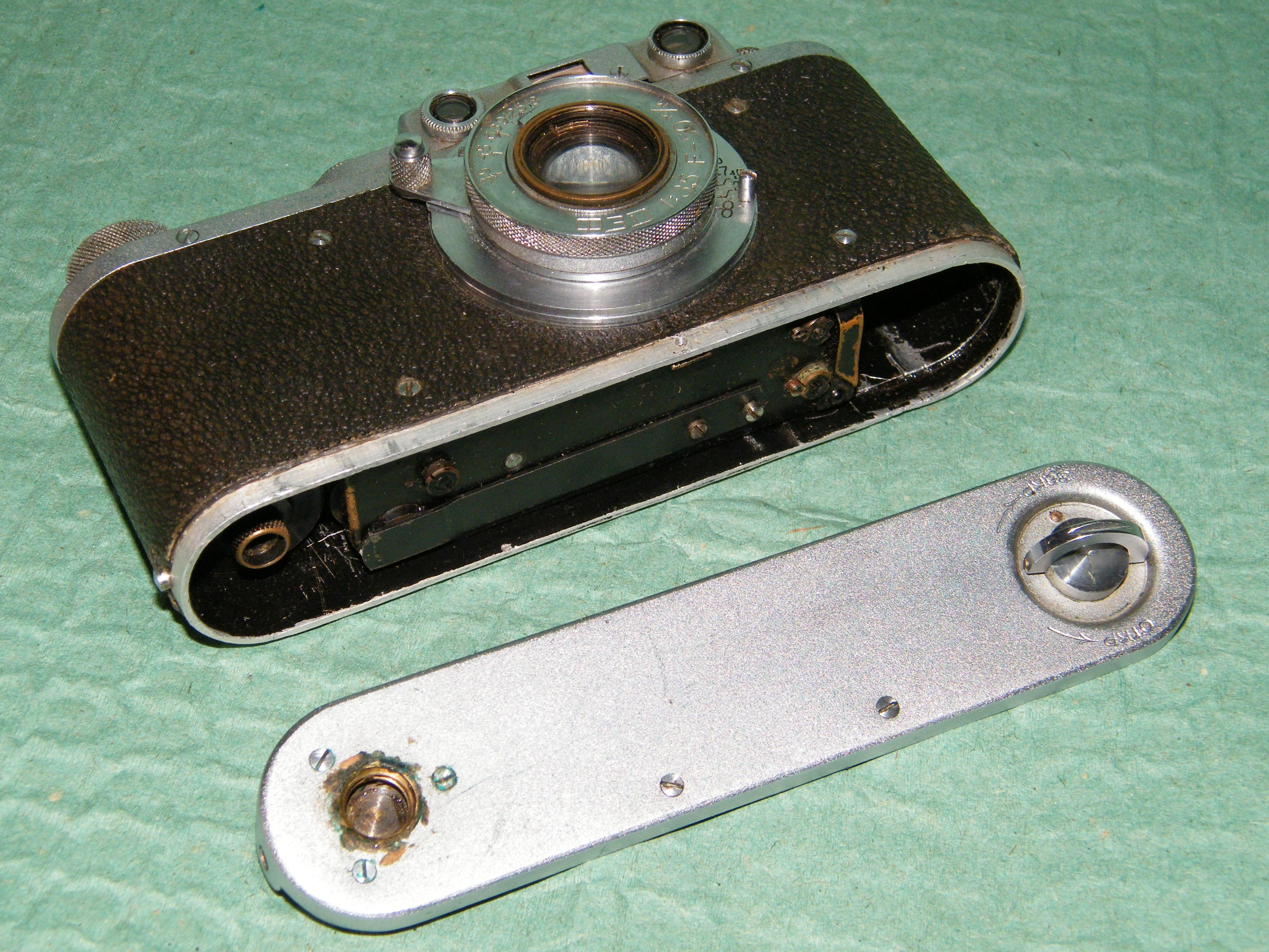
«ФЭД», нижняя зарядка фотоплёнкой.

«ФЭД» является почти точной копией немецкого фотоаппарата «Leica II», сразу после выхода получившего широкую популярность в фотожурналистике. Выпускался Харьковской трудкоммунной имени Феликса Эдмундовича Дзержинского, созданной из бывших беспризорников знаменитым педагогом Антоном Макаренко.
Имел шторно-щелевой затвор с матерчатыми прорезиненными шторками. Набор выдержек: «B» (или «Z»), 1/20, 1/30, 1/40, 1/60, 1/100, 1/200, 1/500 секунды. Дальномер и видоискатель (типа «Альбада») имели разные окна визирования; видоискатель имел увеличение 0,44×, дальномер имел номинальную базу 38 мм и увеличение 1,0×. Для зарядки камеры снималась нижняя крышка, и вставлялась фотоплёнка в специальной латунной (позднее — цинковой) шторной кассете с раскрывающейся щелью. Кроме «родных» кассет с камерой совместимы стандартные кассеты тип-135. Синхроконтакт и автоспуск отсутствуют.
Комплектовался объективом «ФЭД» 3,5/50 (в послевоенные годы «Индустар-10» 3,5/50) в складывающейся оправе (так называемый «тубусный объектив») со следующими значениями диафрагмы: 3,5, 4,5, 6,3, 9, 12,5, 18 (первая опытная партия объективов была произведена на ВООМПе, а рассчитана в ГОИ). Крепление объективов резьбовое — М39×1. Рабочий отрезок нестандартизированный, приблизительно 28,8 мм, поэтому сменные объективы требовали индивидуальной юстировки.

## Модификации
В конце 30-х годов выпускалась так называемая «вторая модель», она же «ФЭД-С» или «командирский ФЭД», которая снабжалась объективом «ФЭД» 2/50, диапазон выдержек был увеличен — добавлена выдержка 1/1000 секунды. C 1938 по 1941 год выпускалась модификация «ФЭД-Б» или «генеральский ФЭД» с расширенным набором выдержек: от 1 секунды до 1/1000.
Известно также, что примерно 800—1000 аппаратов «ФЭД» было выпущено заводом в 1941—1942 году и в 1946—1948 году в эвакуации в городе Бердске, вероятно, из довоенных деталей, вывезенных из Харькова.
По некоторым сведениям в 1941 году начала выпускаться модель «В», являвшаяся копией фотоаппарата «Leica III», в которой были добавлены длительные выдержки.
Сразу после войны технологическая оснастка завода № 237 НКВ СССР в Бердске передана на Киевский завод Арсенал, где продолжен выпуск первой модели, комплектовавшейся объективами КМЗ. Модификация «ФЭД-Арсенал» выпущена очень небольшой серией и считается коллекционной редкостью. В 1946 году производство «ФЭД» перенесено из Киева на Красногорский механический завод, где продолжилось сначала под маркой «ФЭД-Зоркий», а затем просто «Зоркий».

## Несерийный выпуск
В 1933 году вручную были изготовлены 30 аппаратов с приставным дальномером (аналог фотокамеры «Leica I»), но серийно такой «ФЭД» не выпускался. Тогда же на заводе ВООМП в Ленинграде изготовлен первый вариант фотоаппарата «Пионер» аналогичной конструкции. В апреле 1934 года выпущена первая партия из 500 фотоаппаратов той же марки, которые как и «ФЭД», являлись копией «Leica II».
В 1934 году выпуск копии «Leica II» под названием «ФАГ» начат на московском заводе «Геодезия». Количество собранных камер неизвестно, по некоторым данным изготовлено около 100 штук.

## Фотоаппарат «ВТСВС» («ТСВВС»)
В 1949 — 1950 годах на оборонном заводе выпущена партия «элитных» (по тем временам) фотоаппаратов «ВТСВС» («ТСВВС»). Фотоаппараты предназначались для топографической съёмки в военно-воздушных силах, о чём и говорит его название. Главное отличие от серийных «ФЭДов» заключается в использовании вместо резьбового крепления объективов внутреннего байонета Contax, как на дальномерных фотоаппаратах «Киев». Такая модификация вероятно вызвана необходимостью использовать лучшие на тот момент объективы «Carl Zeiss Sonnar» 1,5/50 и 2,0/50, партия которых была захвачена в Германии в качестве трофея. Камеры изготавливались на хорошем техническом уровне и были отделаны натуральной кожей (чёрного или голубого цвета). Фотоаппаратами «ВТСВС» («ТСВВС») награждался старший и высший командный состав Советской Армии. Всего было выпущено не более 1000 фотоаппаратов.

## Варианты и классификация

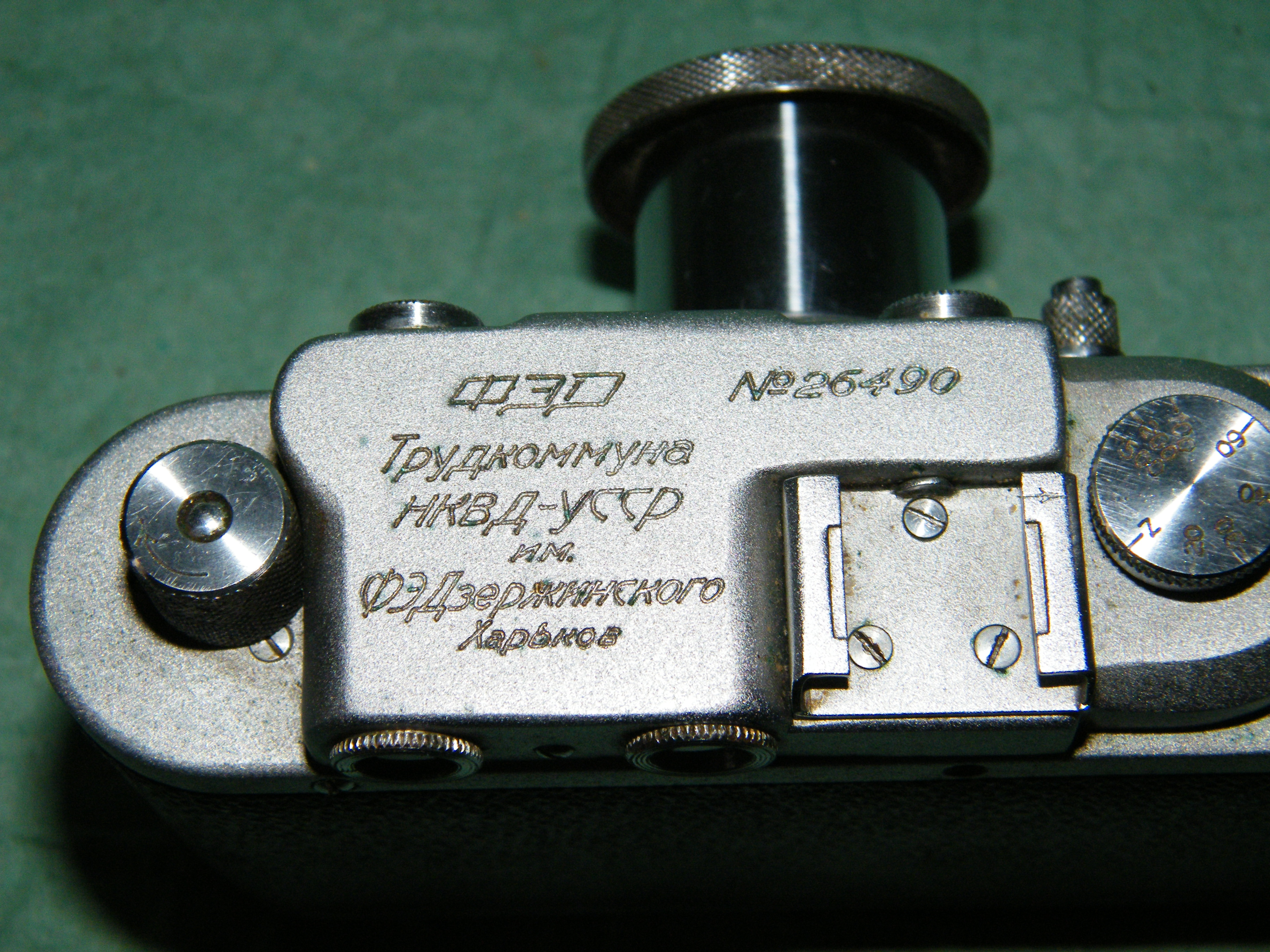
ФЭД № 26490
Трудкоммуна
НКВД-УССР
им.
Ф Э Дзержинского
Харьков

«ФЭД» выпускался в нескольких вариантах, отличавшихся технологией нанесения покрытий, надписями, конфигурацией отдельных деталей и т. д. Такое разнообразие вызывает интерес у коллекционеров.
Больше всего вопросов вызывает система нумерации камер «ФЭД» первых лет выпуска, что затрудняет атрибутирование отдельных экземпляров.

## Подделки и мистификации

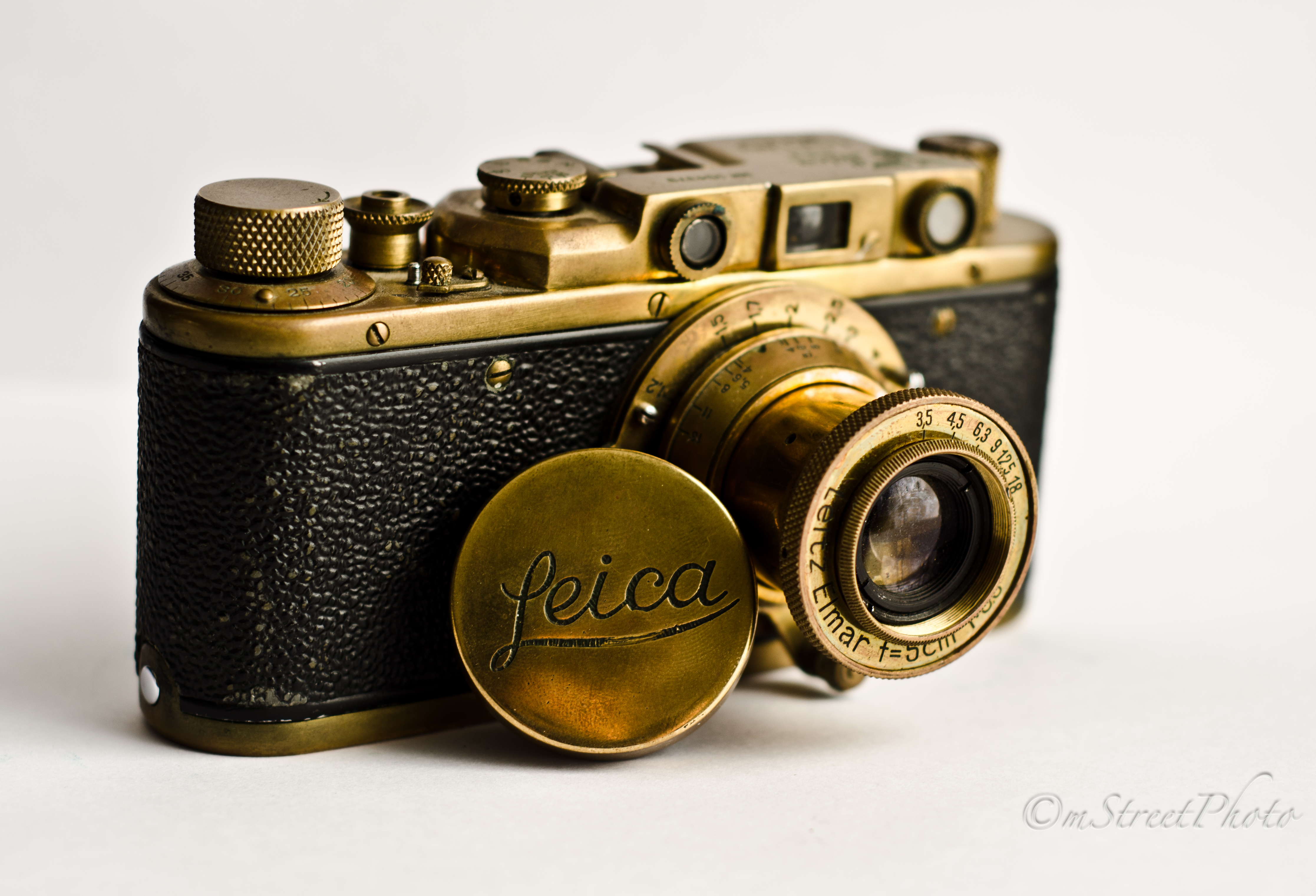
Поддельная Leica
(предположительно, «ФЭД» поздних выпусков или «Зоркий»).
Подделку выдает кнопка спуска.

Первый «ФЭД», как и первая модель камеры «Зоркий», стал основой для множества подделок.
Прежде всего фальсификаторы эксплуатируют его сходство с гораздо более дорогими «Лейками» моделей II и III. Чаще ограничиваются тем, что на «ФЭД» наносят немецкие надписи и эмблемы (иногда весьма близкие к аутентичным, иногда совершенно фантастические) или меняют отделку на «эксклюзивную», вроде оклейки змеиной кожей или камуфляжной окраски. В переделку порой идут даже «ФЭД-2», «ФЭД-3» и «Зоркий-С», хотя их внешность уже далека от «Лейки». Изредка встречаются и серьёзно переделанные экземпляры, от оригинала их может отличить только специалист.
Другое направление фальсификации развилось в годы перестройки на волне интереса к советским артефактам. На рынке сувениров появились различные «наградные» и «юбилейные» «ФЭДы», например, отделанный под золото с надписью «Сталинец».
Большинство подделок легко отличить по характерным деталям, изменение которых слишком сложно: форма ободка передней рамки видоискателя, кулачок вместо ролика на рычаге дальномера, форма спусковой кнопки и другие признаки.

## Производство фотоаппаратов «ФЭД» на Красногорском механическом заводе

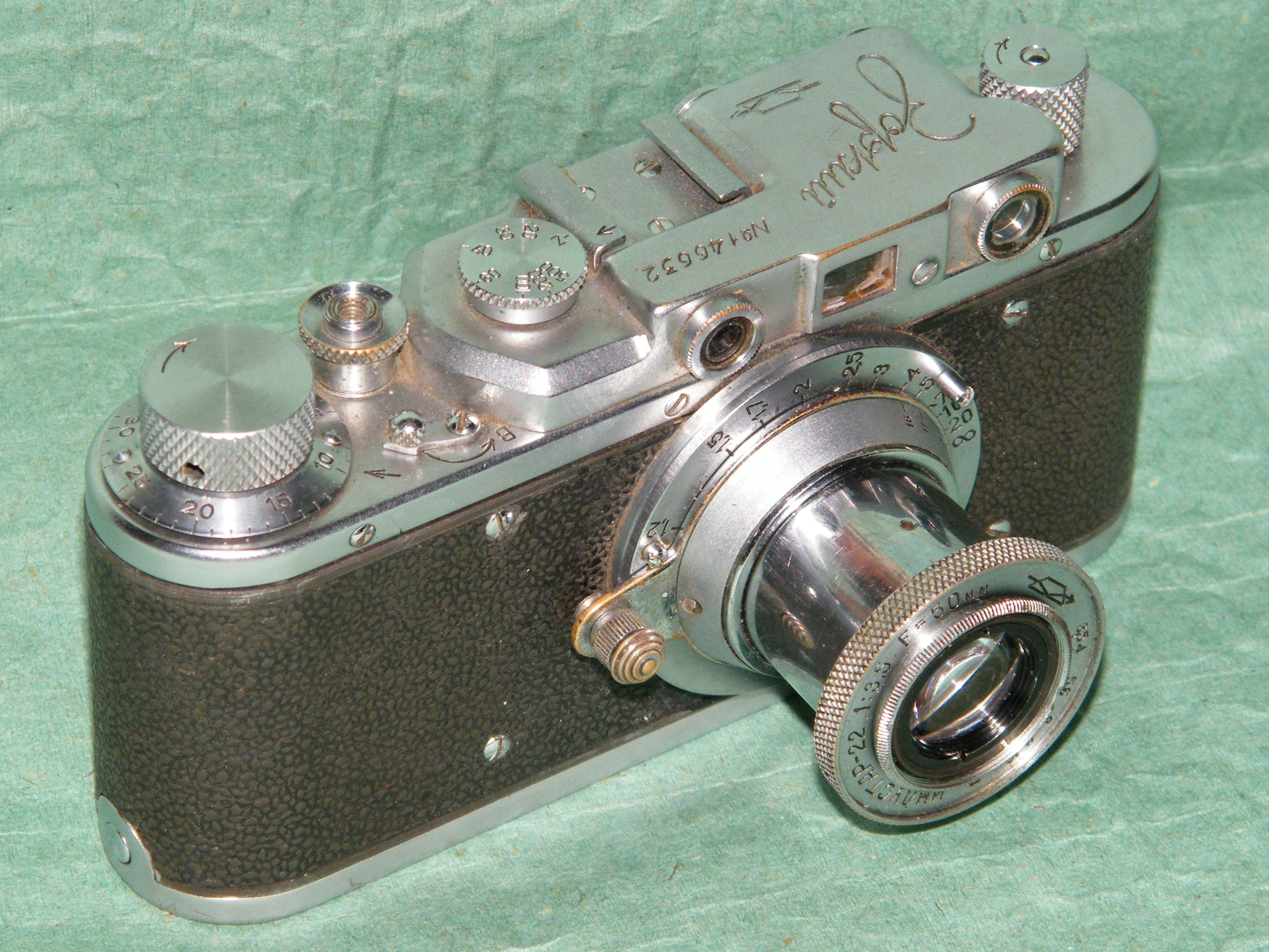
Красногорский «Зоркий»
— копия первого «ФЭДа»

После войны техническая документация была передана на Красногорский механический завод и с 1948 года начат выпуск фотоаппаратов.
Фотоаппарат «Зоркий» является копией довоенного аппарата «ФЭД», самые первые аппараты маркировались как «ФЭД» с логотипом КМЗ, потом, до 1949 года, «ФЭД 1948 Зоркий», а с 1950 года — просто «Зоркий».
Рабочий отрезок красногорских фотоаппаратов с самого начала был стандартизирован (28,8±0,03 мм), что исключало индивидуальную юстировку объективов.